# Проехидна Брюйна
Проехи́дна Брюйна, или проехидна Бруийна, или волосатая проехидна (лат. Zaglossus bruijni) — вид яйцекладущих млекопитающих семейства ехидн. Вид назван в честь голландского натуралиста Антони Аугустуса Брёйна (1842—1890).
Первое описание волосатой проехидны было сделано в 1876 году куратором Берлинского зоологического музея В. Петерсом и его коллегой из Генуи Дориа (Peters et Doria). Первоначально предполагалось, что другие виды проехидн, — одно и то же животное, проехидна Брюйна, но поздние исследования показали, что это два отдельных вида — Проехидна Бартона и проехидна Аттенборо. Помимо них род проехидн включает ещё 2 вымерших вида, живших в плейстоцене: Zaglossus hacketti из Западной Австралии и тасманийскую Zaglossus robustus.

## Внешний вид
Проехидна Брюйна крупнее обычных ехидн: длиной до 77 см и массой 5—10 кг. Самые упитанные особи имеют массу более 16 кг. Хвост зачаточный, 5—7 см в длину. Конечности выше, чем у ехидн с развитой мускулатурой и мощными когтями. У самцов на внутренней поверхности задних ног имеются роговые шпоры, похожие на аналогичные у утконоса, но не ядовитые. Задние конечности у проехидны пятипалые, передние трёхпалые; I и V пальцы передних конечностей редуцированы и напоминают бугорки.
Клюв (рострум) у проехидны занимает 2/3 длины головы и сильно изогнут вниз; на его конце располагаются ноздри и маленький рот. На голове заметны небольшие ушные раковины. Язык у проехидны очень длинный (до 30 см) и покрыт острыми шипиками, которые компенсируют отсутствие зубов.
Тело проехидны покрыто грубой шерстью тёмно-бурого или чёрного цвета; на спине и боках растут короткие колючки, почти скрытые мехом. Окраска игл варьируется от почти белой до чёрной, длина 3—5 см.

## Образ жизни и питание
Место обитания проехидны Брюйна — высокогорья северо-западной части Новой Гвинеи и о-ов Салавати и Вайгео в Западной Новой Гвинее (Индонезия). Естественная среда её обитания — влажные горные леса, хотя иногда она встречается на высоте до 4000м над уровнем моря.
Рацион волосатой проехидны почти целиком состоит из дождевых червей, которых она разыскивает, роясь клювом в земле. Поймав крупного червяка, проехидна наступает на него передней лапой, захватывает кончик червя в рот и, активно помогая себе языком, втягивает его внутрь. При этом червь накалывается на острые шипы языка. Реже проехидны поедают термитов, личинки насекомых и, возможно, муравьёв. В Московском зоопарке они охотно ели сырое мясо и печень.
Клюв нужен проехидне не только для поиска пищи. Выяснилось, что это и дополнительная цепкая конечность, позволяющая зверьку преодолевать препятствия или переворачивать камни как рычагом. Передвигается она довольно медлительно, с опущенной к земле головой. Если на пути проехидны попадается камень или бревно, она предпочитает перелезть через него, а не обойти; озерцо или лужу — переплыть. Если проехидну напугать, она прячется или приседает, подгибая под себя клюв и выставляя наружу иглы.
Волосатые проехидны — гетеротермные животные; их температура, в зависимости от температуры окружающей среды, может меняться от 36 до 25 °C. При этом проехидны продолжают оставаться активными и только при самых неблагоприятных условиях впадают в спячку.
Повадки проехидн изучены очень мало; большинство наблюдений велось в неволе.

## Размножение
Сезон размножения у проехидн наступает в июле. После спаривания самка откладывает одно яйцо (по другим сведениям — до 3—4), которое помещает в сумку. Примерно через десять дней из яйца вылупляется детёныш, которого самка вскармливает молоком до 6 месяцев.
Самая большая продолжительность жизни, зафиксированная у особи, жившей в Лондонском зоопарке, — 30 лет и 8 месяцев.

## Статус популяции и охрана
Из яйцекладущих проехидна находится в наиболее угрожаемом положении. Она занесена в Красную книгу МСОП со статусом «вид, находящийся под угрозой» (Endangered). Наибольший ущерб её популяции наносит вырубка лесов под сельскохозяйственные угодья. Местные жители ценят проехидну за её вкусное мясо и охотятся на неё со специально обученными собаками. Несмотря на то, что спортивная охота на проехидн в Западной Новой Гвинее (Индонезия) и на Папуа-Новой Гвинее запрещена, традиционная охота на них по-прежнему ведётся.
Современная популяция проехидн оценивается менее чем в 300 000 особей (с 1982 года), с плотностью 1,6 особей на км², и продолжает сокращаться. Поскольку о биологии и экологии этого животного практически ничего не известно, пока невозможно выработать эффективный комплекс мер по её защите и сохранению.
Проехидны довольно часто содержатся в зоопарках, хотя в неволе они и не размножаются.